# 1r Festival Internacional de Cinema de Canes
El 1r Festival Internacional de Cinema de Canes es va dur a terme del 20 de setembre al 5 d'octubre de 1946. Vint-i-un països van presentar les seves pel·lícules al festival, que va tenir lloc a l'antic Casino de Canes. Només un any després del final de la Segona Guerra Mundial, la majoria de les pel·lícules tractaven sobre la guerra. Es van produir diverses incidències tècniques, com ara la coberta de lones que es desencadenava en una tempesta el dia abans que es donessin a conèixer els guanyadors, els rodets de Notorious de Hitchcock foren mostrats en ordre invers, i The Three Musketeers de George Sydney es va projectar al revés.
Durant el primer festival, el jurat estava format per un representant per país, amb l'historiador francès Georges Huisman com a president del jurat. Amb més èmfasi en la creativitat que en la competitivitat, divuit nacions van presentar les seves pel·lícules. Onze d'elles van empatar el primer Gran Premi del Festival Internacional.

## Jurat
Les següents persones foren nomenades per formar part del jurat per pel·lícules i curtmetratges:
- Georges Huisman (França) (historiador) president
- Iris Barry (USA)
- Beaulieu (Canadà)
- Antonin Brousil (Txecoslova)
- J.H.J. De Jong (Països Baixos)
- Don Tudor (Romania)
- Samuel Findlater (GB)
- Serguei Gueràssimov (URSS)
- Jan Korngold (Polònia)
- Domingos Mascarenhas (Portugal)
- Hugo Mauerhofer (Suïssa)
- Filippo Mennini (Itàlia)
- Moltke-Hansen (Noruega)
- Fernand Rigot (Bèlgica)
- Kjell Stromberg (Suècia)
- Rodolfo Usigli (Mèxic)
- Youssef Wahby (Egipte)
- Helge Wamberg (Dinamarca)

## Pel·lícules en competició
Les següents pel·lícules competiren pel Grand Prix:
- Nezbedný bakalár) d'Otakar Vavra
- Anna and the King of Siam de John Cromwell
- Il bandito d'Alberto Lattuada
- La Bataille du Rail de René Clément
- La Belle et La Bête de Jean Cocteau
- Blod och eld d'Anders Henrikson
- Brief Encounter de David Lean
- Caesar and Cleopatra de Gabriel Pascal
- Camões de José Leitão de Barros
- The Captive Heart de Basil Dearden
- Dunia de Muhammad Karim
- Floarea reginei de Paul Calinescu
- Gaslight de George Cukor
- Gilda de Charles Vidor
- Un giorno nella vita d'Alessandro Blasetti
- Txelovek No. 217 de Mikhail Romm
- Glinka de Lev Arnchtam
- Zdravstvuy, Moskva! de Serguei Iutkevitx
- Le Miserie del Signor Travet de Mario Soldati
- Die Letzte Chance de Léopold Lindtberg
- Brevet fra afdøde de Johan Jacobsen
- The Lost Weekend de Billy Wilder
- Un revenant de Christian-Jaque
- Amanti in fuga de Giacomo Gentilomo
- The Magic Bow de Bernard Knowles
- Make Mine Music de Joshua Meador, Clyde Geronimi, Jack Kinney, Bob Cormack, Hamilton Luske
- María Candelaria d'Emilio Fernández
- Muzi bez krídel de František Čáp
- Le Père tranquille de René Clément
- Neecha Nagar de Chetan Anand
- Notorious d'Alfred Hitchcock
- Patrie de Louis Daquin
- De Røde Enge de Bodil Ipsen, Lau Lauritzen, Jr.
- Rhapsody in Blue d'Irving Rapper
- Roma Citta Aperta de Roberto Rossellini
- The Seventh Veil de Compton Bennet
- Kamennyy tsvetok de Aleksandr Ptouchko
- La symphonie pastorale de Jean Delannoy
- Hets de Alf Sjöberg[10]
- Três Dias Sem Deus de Barbara Virginia
- Los tres mosqueteros de Miguel M. Delgado
- Velikiy Perelom de Fridrikh Ermler
- Wonder Man de H. Bruce Humberstone
- Zoia de Lev Arnchtam

## Curtmetratges
Els següents curtmetratges foren selecconats pel Grand Prix du court métrage:
- A City Sings de Gudrun Parker
- Aubervilliers d'Eli Lotar
- Aubusson de Pierre Biro & Pierre Hirsch
- Bambini in città de Luigi Comencini
- Belyy klyk d'Aleksandr Zguridi
- Fall of Berlin – 1945 de Yuli Raizman, Yelizaveta Svilova
- Cantico Dei Marm de Pietro Benedetti, Giovanni Rossi
- Chants populaires de George Dunning
- Chercheurs de la mer de Jean P. Palardy
- Cyprus Is an Island de Ralph Keene
- Des hommes comme les autres de R. Van De Weerdt
- Die Welt de Sam Winston
- En Route d'Otto van Meyenhoff
- Épaves de Jacques-Yves Cousteau
- Flicker Flashbacks de Richard Fleischer
- G.I'S In Switzerland de Hermann Haller
- Handling Ships de Allan Crick & John Halas
- Hitler Lives de Don Siegel
- Instruments of the Orchestra de Muir Mathieson
- Jeux d'enfants de Jean Painlevé
- L'Homme de Gilles Margaritis
- La cité des abeilles d'Andrev Winnitski
- La Flûte magique de Paul Grimault
- La Locomotive de Stanisław Urbanowicz
- Le Goéland de Willy Peters
- Le Retour à la Vie de Dr K.M. Vallo
- Les Digues en construction de Jo de Haas, Mannus Franken
- Les Halles De Paris de Paul Schuitema
- Les mines de sel de Wieliczka de J. Brzozowski
- Les Ponts De La Meuse de Paul Schuitema
- Les Protubérance solair de M. Leclerc, M. Lyot
- Lucerne Ville Musicale de Hans Trommer
- Man One Family d'Ivor Montagu
- Me he de comer esa tune de Miguel Zacharias
- Metamorphoses de Herman van der Horst
- Molodost Nasej Strani de Serguei Iutkevitx
- Open drop ether de Basil Wrigh
- Out of the Ruins de Nick Read
- Parques Infantis d'Aquilino Mendes, João Mendes
- Partie de campagne de Jean Renoir
- Springman and the SS de Jiří Trnka
- Prisonnier de guerre de Kurt Früh
- Rapsodia rustica de Jean Mihail
- Réseau x de Mahuzier
- Steel de Frank Bundy
- Suite Varsovienne de Tadeusz Makarczyński
- The Life Cycle of the Onion de Mary Field
- The Purloined Pup de Charles August Nichols
- The Way We Live de Jill Craigie
- Un Port En Plein Coeur De L'Europe de Jaroslav Novotny
- Vánoční sen de Karel Zeman
- Wet Paint de Walt Disney
- World Of Plenty de Paul Rotha
- Your Children's eyes d'Alex Strasser
- Zvírátka a petrovstí de Jiří Trnka

## Premis
Les següents persones i pel·lícules van rebre premis en 1946:

### Premis oficials
Pel·lícules
- Grand Prix du Festival International du Film:
  - Brief Encounterde David Lean
  - Hets d'Alf Sjöberg[12]
  - Die Letzte Chance de Leopold Lindtberg
  - The Lost Weekend de Billy Wilder
  - María Candelaria (Xochimilco) d'Emilio Fernández
  - Muzi bez krídel de František Čáp
  - Neecha Nagar de Chetan Anand
  - De Røde Enge de Bodil Ipsen i Lau Lauritzen Jr.
  - Roma, ciutat oberta de Roberto Rossellini
  - La symphonie pastorale de Jean Delannoy
  - Veliki perelom de Fridrikh Ermler
- Premi del Jurat: La Bataille du rail de René Clément
- Millor actor: Ray Milland per The Lost Weekend
- Millor actriu: Michèle Morgan per La symphonie pastorale
- Millor Director: René Clément per La Bataille du rail
- Millor guió: Gabriel Figueroa per María Candelaria (Xochimilco) i Los tres mosqueteros
- Millor disseny d'animació: Make Mine Music
- Millor color: Kamennyy tsvetok

Curtmetratges
- Vánoční sen de Karel Zeman
- Zvírátka a petrovstí de Jiří Trnka
- Molodost Nasej Strani de Serguei Iutkevitx
- Les mines de sel de Wieliczka de J. Brzozowski
- La cité des abeilles d'Andrev Winnitski
- Épaves by Jacques-Yves Cousteau
- Fall of Berlin – 1945 by Yuli Raizman

### Premis independents
Premi FIPRESCI
- Farrebique ou Les quatre saisons de Georges Rouquier

Premi de la Pau Internacional
- Die letzte Chance